# زیستگاه حیات وحش یوت‌واتا

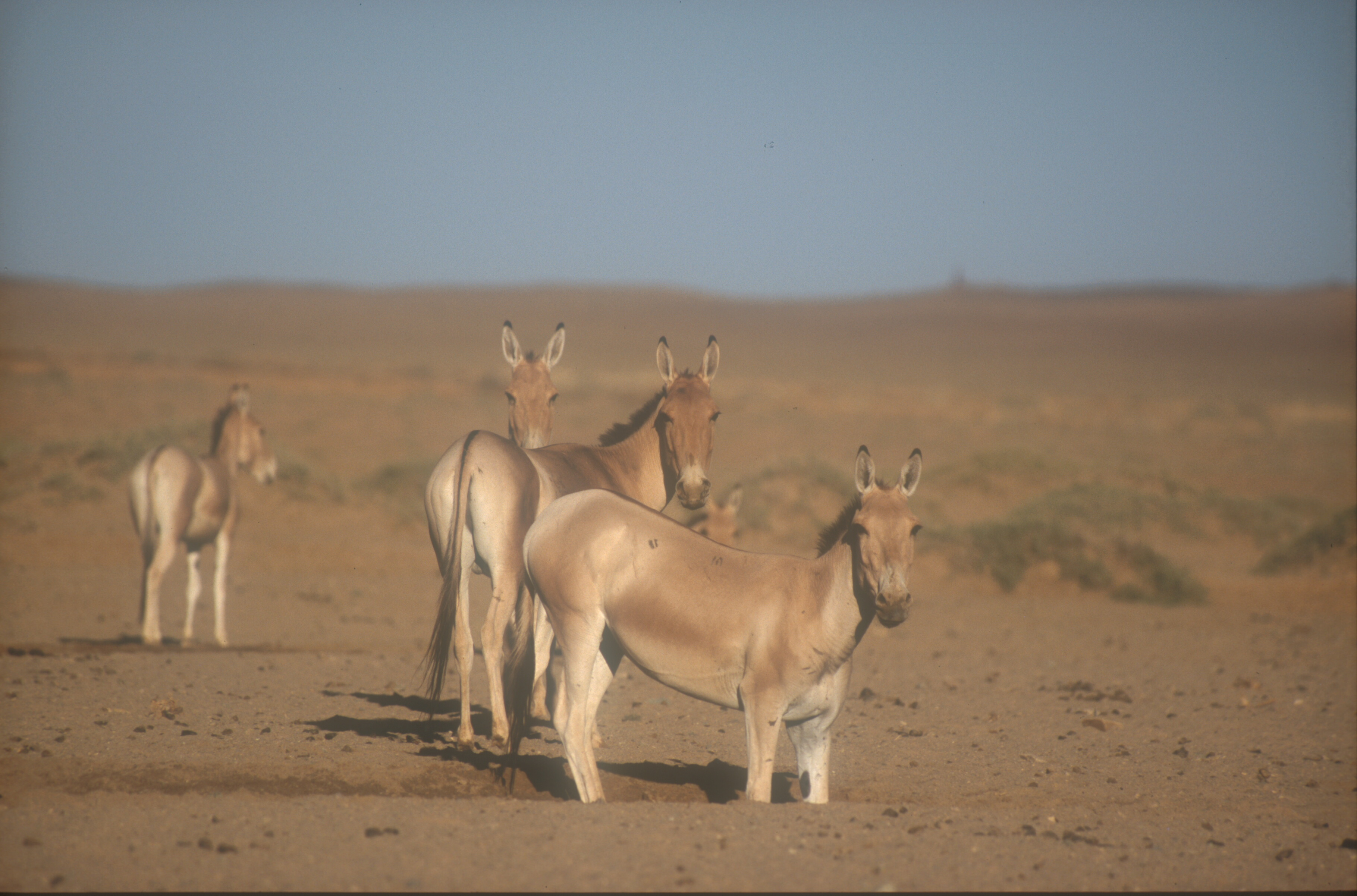
تصویری از چند گورخر ایرانی.

زیستگاه حیات وحش یوت‌واتا، منطقه حفاظت‌شده‌ای در ۳۵ کیلومتری شمال شهر ایلات، در جنوب اسرائیل و در نزدیکی کیبوتص یوت‌واتا است.
مساحت زیستگاه حیات وحش یوت‌واتا، بالغ بر ۱٬۲۱۴ هکتار است. در این زیستگاه، انواع گونه‌های جانوری از سراسر جهان، با موفقیت تکثیر شده و اکنون در این منطقه زندگی می‌کنند. این زیستگاه، زیر نظر سازمان باغات و مناطق طبیعی اسرائیل اداره می‌شود و بازدید از آن برای عموم آزاد است.
در بین حیات وحش متنوع فلات ایران، گورخر ایرانی و گوزن زرد ایرانی، که در معرض خطر انقراض قرار دارند، در زیست‌گاه حیات وحش یوت‌واتا، تکثیر و حفاظت شده‌اند.

## نگارخانه

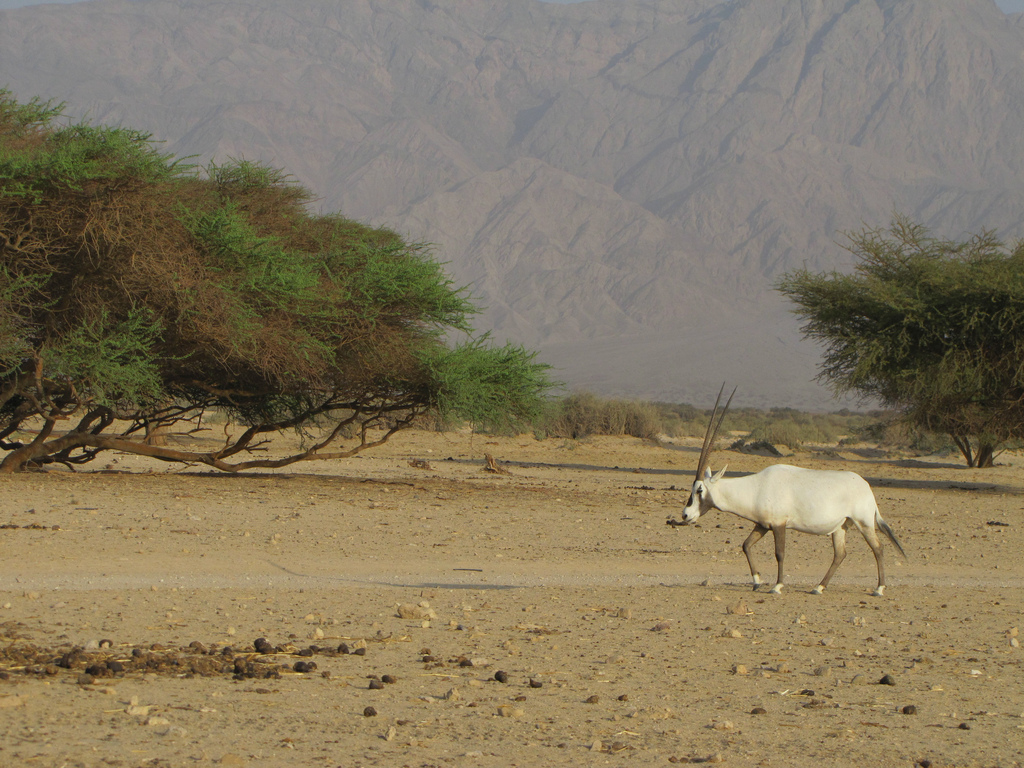
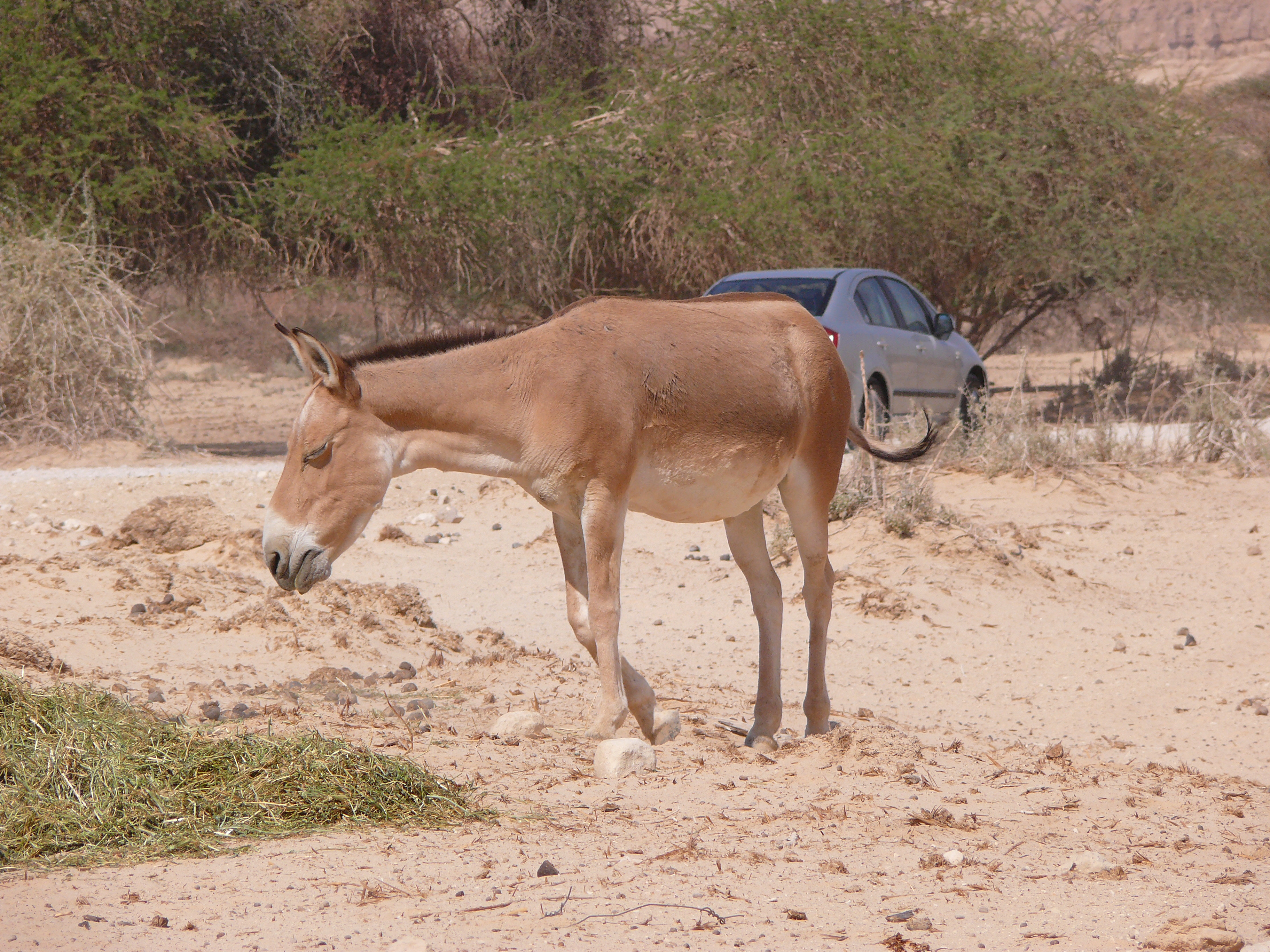
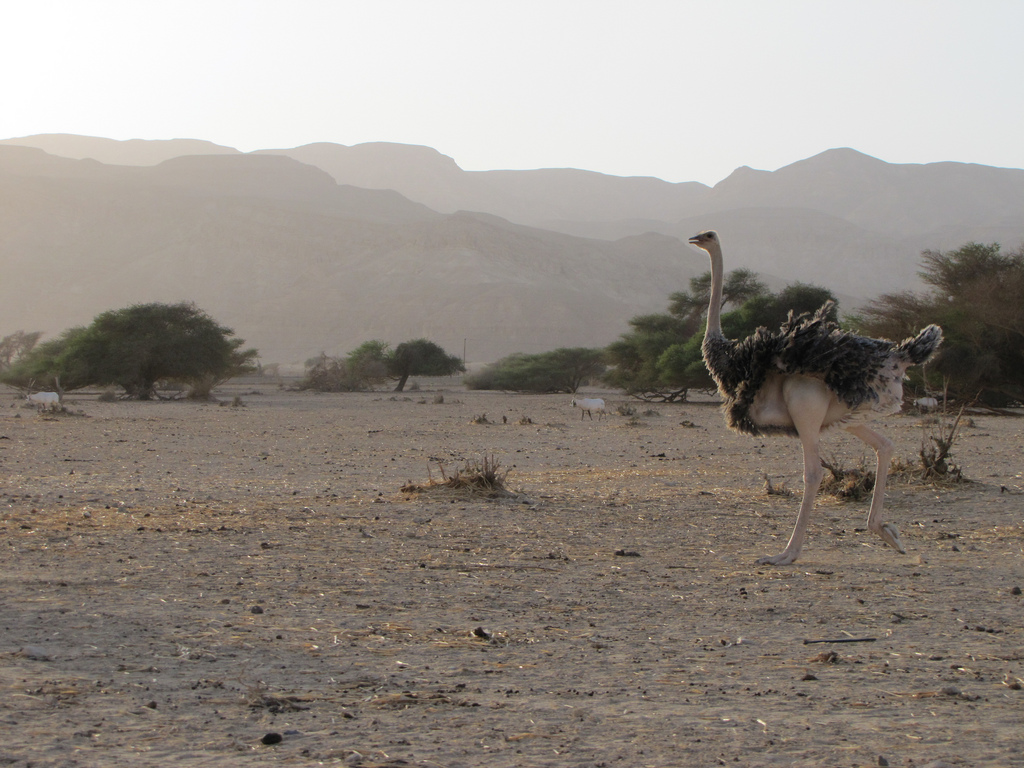
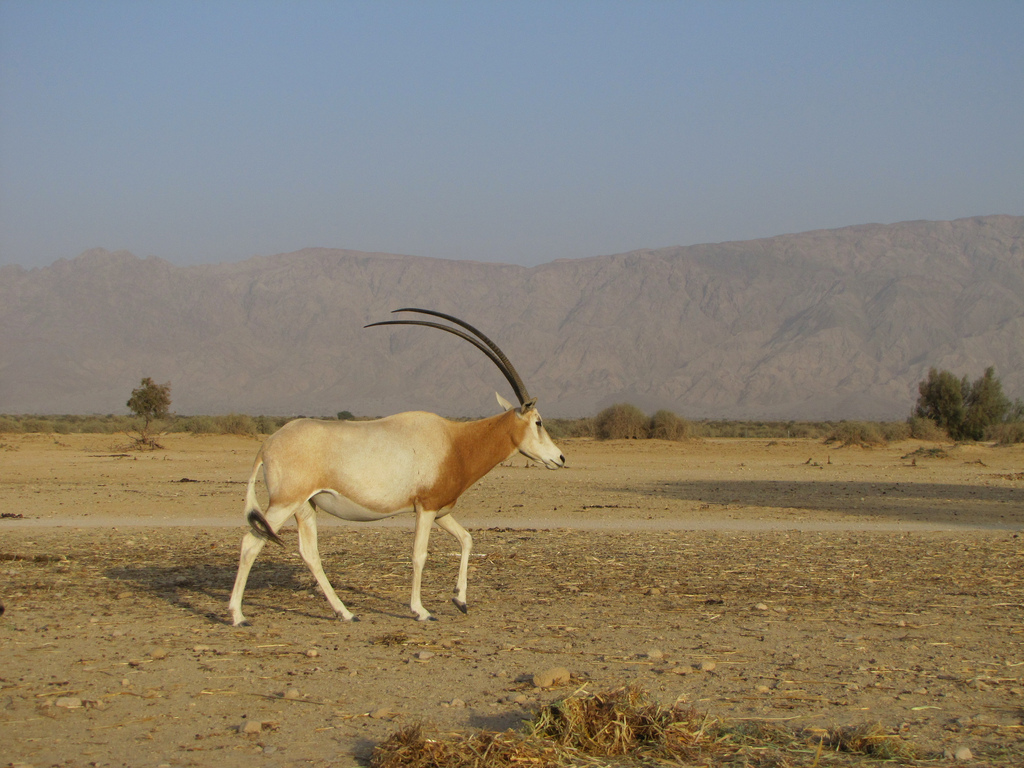